# 顾德仁
顾德仁（1924年3月—2022年4月23日），男，江苏苏州人，中国电路理论专家，曾任成都电讯工程学院院长、教授、博士生导师。
1946年毕业于上海交通大学电机系。在上海电话公司、航空公司工作两年后，考取美国康奈尔大学研究生，1950年2月获电气工程系硕士学位，同年冲破阻挠回国，任教于中山大学电机系。1952年，因院系调整，随系并入华南工学院无线电系，后曾任系副主任、图书馆馆长。1954年，加入中国共产党。1956年，调任新组建的成都电讯工程学院（电子科技大学前身）任教，曾任成都电讯工程学院院长。
2022年4月23日因病逝世，享壽98嵗。